# Guido Reimer
Guido Reimer (ur. 31 lipca 1901 w Ronsperg, zm. ?) – zbrodniarz nazistowski, członek załogi niemieckich obozów koncentracyjnych Buchenwald, Mittelbau-Dora i Mauthausen-Gusen oraz SS-Obersturmführer.
Członek SS o nr identyfikacyjnym 305116. W Buchenwaldzie od 1 września 1939 do jesieni 1944 pełnił służbę w batalionie wartowniczym, kolejno jako sierżant sztabowy (do lutego 1942), dowódca drugiej kompanii wartowniczej (do sierpnia 1942), adiutant dowódcy batalionu (do września 1943), dowódca całego batalionu (do maja 1944), po czym powrócił na stanowisko adiutanta. Następnie przeniesiono go do obozu Mittelbau-Dora, gdzie pozostał do grudnia 1944. Od grudnia 1944 do początków maja 1945 pełnił z kolei służbę w Mauthausen, gdzie zajmował się walką z więźniarskim ruchem oporu (Spionage- und Sabotage-Abwehr). W początkach maja 1945, z rozkazu Heinricha Himmlera, Reimer uczestniczył w nieudanych planach wymordowania więźniów całego kompleksu obozowego Mauthausen-Gusen.
Został skazany na karę śmierci przez powieszenie w procesie załogi Buchenwaldu (US vs. Josias Prince Zu Waldeck i inni) przez amerykański Trybunał Wojskowy w Dachau. Komisja rewizyjna zamieniła jednak karę na dożywocie. Reimer opuścił więzienie dla zbrodniarzy wojennych w Landsbergu 16 grudnia 1952.